# Modern monetáris elmélet
A modern monetáris elmélet (Modern Monetary Theory, MMT) egy közgazdaságtudományi elmélet. A posztkeynesiánus iskolába tartozik. Lényegi mondanivalója, hogy a szuverén pénzkibocsátó állam a saját pénznemében nem kényszeríthető csődbe.
"Az MMT egy közgazdasági elmélet, miszerint egy monetáris értelemben szuverén ország költségvetése nem csak bevételekből (pl. adókból) és adósság-kibocsátásból finanszírozható, ahol a kibocsátott adósságot megtestesítő értékpapírokat befektetők jegyzik le, a megtakarításokért pedig versenyeznek az államok. Az MMT-ben a jegybank, élve a pénznyomtatás monopóliumával, egyszerűen annyi pénzt nyomtat, amennyire az állami költségvetésnek szüksége van (monetizálja a kibocsátott adósságot vagy annak egy részét), a jegybanki mérleg felduzzasztásával pedig leszorítja a kötvényhozamokat. Ebben az elméleti világban úgy tűnik, nem számít a deficit mértéke."

## Története
Az MMT elődje az úgynevezett chartalizmus volt. 
Az MMT egyik előfutára az Abba Lerner által kidolgozott funkcionális finanszírozás elmélete.
Az MMT kidolgozói Randal Wray, Warren Mosler és Stephanie Kelton.

## Az MMT-t elfogadó egyéb ismertebb közgazdászok
- Steve Keen
- James K. Galbraith